# Siemianowo (województwo warmińsko-mazurskie)
Siemianowo (niem. Siemienau) – wieś w Polsce położona w województwie warmińsko-mazurskim, w powiecie nidzickim, w gminie Kozłowo.
W latach 1975–1998 miejscowość położona była w województwie olsztyńskim.
Zobacz też: Siemianowo, Siemianów